# Day of the Dead (2008)
Day of the Dead är en amerikansk skräckfilm från 2008 i regi av Steve Miner, med Mena Suvari, Nick Cannon, Michael Welch och AnnaLynne McCord i rollerna.

## Handling
Zombies som kör lastbilar, klättrar på väggar och skjuter med hagelgevär – detta är 2008 års version av "Day of the Dead". En småstad i USA invaderas av smittbärande varelser och invånarna måste kämpa mot horderna.

## Rollista
| Mena Suvari      | – Sarah Bowman   |
| Nick Cannon      | – Salazar        |
| Michael Welch    | – Trevor Bowman  |
| AnnaLynne McCord | – Nina           |
| Stark Sands      | – Bud Crain      |
| Matt Rippy       | – Doctor Logan   |
| Pat Kilbane      | – Scientist      |
| Taylor Hoover    | – Local Girl     |
| Christa Campbell | – Mrs. Leitner   |
| Ian McNeice      | – Paul - DJ      |
| Ving Rhames      | – Captain Rhodes |